# Ромашки (Кропивницький район)
Ро́машки — село в Україні, в Компаніївській селищній громаді Кропивницького району Кіровоградської області. Населення становить 128 осіб. До 2020 орган місцевого самоврядування — Виноградівська сільська рада.

## Населення
Згідно з переписом УРСР 1989 року чисельність наявного населення села становила 129 осіб, з яких 55 чоловіків та 74 жінки.
За переписом населення України 2001 року в селі мешкало 128 осіб.

### Мова
Розподіл населення за рідною мовою за даними перепису 2001 року:
| Мова       | Відсоток |
| ---------- | -------- |
| українська | 77,34 %  |
| молдовська | 11,72 %  |
| угорська   | 6,25 %   |
| російська  | 4,69 %   |

## Постаті
- Жук Олег Олегович (1993—2015) — старший солдат Збройних сил України, учасник російсько-української війни.